# حكومة فؤاد شهاب العسكرية
الحكومة اللبنانية الخامسة عشر بعد الاستقلال، والخامسة عشر والأخيرة بعهد الرئيس بشارة الخوري، وهي أول حكومة منذ الاستقلال يترأسها شخصية من غير الطائفة السنية وكان قائد الجيش اللواء فؤاد شهاب. شكلت الحكومة بموجب المرسوم رقم 9444 بتاريخ 18 أيلول / سبتمبر 1952، ولم تمثل أمام المجلس النيابي لأخذ الحكومة، واستمرت بتسيير أعمالها لغاية 30 أيلول / سبتمبر 1952. وأشرفت الحكومة على عملية انتخاب رئيس الجمهورية خلفاً للرئيس بشارة الخوري الذي استقال من منصبه بعد تشكيل الحكومة.

## أعضاء الحكومة
- فؤاد شهاب رئيساً لمجلس الوزراء ووزيراً للدفاع الوطني.
- ناظم عكاري نائباً لرئيس مجلس الوزراء ووزيراً للأشغال العامة ووزيراً للأنباء ووزيراً للبرق والبريد ووزيراً للتربية الوطنية ووزيراً للخارجية ووزيراً للداخلية ووزيراً للزراعة ووزيراً للصحة والإسعاف العام.
- باسيل طراد وزيراً للاقتصاد والتجارة ووزيراً للشئون الاجتماعية ووزيراً للعدلية ووزيراً للمالية.

## وصلات خارجية
- موقع رئاسة مجلس الوزراء الرسمي